# Maison située 2 Pozorišni trg à Novi Sad
La maison située 2 Pozorišni trg à Novi Sad (en serbe cyrillique : Кућа на Позоришном тргу бр. 2 у Новом Саду ; en serbe latin : Kuća na Pozorišnom trgu br. 2 u Novom Sadu) est située à Novi Sad, la capitale de la province autonome de Voïvodine, en Serbie. En raison de sa valeur patrimoniale, elle est inscrite sur la liste des monuments culturels protégés de la République de Serbie (identifiant n° SK 1524).